# Brasil 247
Brasil 247 é um portal brasileiro de notícias e análises políticas, com linha editorial identificada com a esquerda política. Foi fundado em março de 2011 pelo jornalista Leonardo Attuch, que atualmente ocupa o cargo de diretor-presidente e integrante do conselho editorial.
Foi o primeiro portal com conteúdo desenvolvido exclusivamente para dispositivos iPad, inspirado no The Daily. Posteriormente, tornou-se o segundo do mundo a ser projetado para plataformas móveis, com previsão de investimento de 4 milhões de reais ao longo de 12 meses. Com o encerramento do The Daily em 2012, tornou-se o mais antigo empreendimento jornalístico em operação desenvolvido para plataformas móveis, a nível mundial.
Sua missão declarada é "empoderar o público por meio da informação e do conhecimento, e promover a defesa intransigente de uma democracia plena".

## História
O Brasil 247 foi lançado em 2011 pela Editora 247, casa editorial fundada pelo jornalista de investigação Leonardo Attuch, sendo o primeiro sítio noticioso do Brasil especificamente desenhado para aplicativos móveis. O fundador do site tinha por objetivo que este servisse uma função de vigilante que se propunha a quebrar o vínculo entre corporações e governos, modelando-o em blogues de política norte-americanos como AlterNet e Daily Kos. Não obstante, e diferentemente do The Daily, o Brasil 247 permite acesso gratuito aos seus conteúdos. As matérias são replicações de críticas, opiniões e análises de autoria de uma parte da intelectualidade nacional, com um público fixo em jornais e revistas de informação.
Visando o desenvolvimento de uma rede noticiosa alternativa numa multitude de tópicos, o Brasil 247 capitalizou a sua posição como "primeiro site noticioso brasileiro digital nativo" para receber um significativo capital fundacional, assim como investimento privado, incluindo de grandes corporações públicas como o Banco do Brasil e a Petrobras. Em 2014, o Brasil 247 era autossustentável, empregando 22 profissionais. Com o crescimento do site, a sua linha progressista, e ligações ao então governo brasileiro, provocaram ataques vindos da mídia tradicional, e de ativistas conservadores notáveis, muitos dos quais se tornariam mais tarde apoiantes de Jair Bolsonaro.
De linha editorial progressista com viés de abordagem vinculado ao Partido dos Trabalhadores, foi descrito por veículos do grupo Folha como "pró-governo" à época do Governo Dilma Rousseff.  Durante a eleição presidencial no Brasil em 2014, opositores do PT acusaram sites alinhados com o governo de serem financiados pelo Palácio do Planalto. Segundo a Folha de S.Paulo, o Brasil 247 havia recebido 1,7 milhão de reais desde 2011, tendo sua receita com a publicidade das empresas estatais dobrada em 2012 e mais do que dobrada em 2013.
Fez oposição ao Governo Michel Temer, após o impeachment de Dilma Rousseff. De acordo com O Globo, logo após assumir interinamente, Michel Temer suspendeu 11 milhões em contratos das empresas estatais com veículos relacionados a política. Entre eles, o Brasil 247 era o maior destinatário das verbas de patrocínio do governo federal, com uma previsão de 2,1 milhões de reais de patrocínio naquele ano.
Durante a eleição presidencial de 2018, apoiou Fernando Haddad e marcou posição contra Jair Bolsonaro. Nesse período, o portal chegou a ter em média 70 milhões de páginas visitadas por mês. Ainda em 2018, o Brasil 247 fez duras críticas à série O Mecanismo. O site fez várias postagens classificando a série como "criminosa", e citou um movimento de internautas que estariam cancelando a assinatura na Netflix, responsável pelo lançamento da série em 2018.
Em setembro de 2021, a TV 247 lançou em sua plataforma do YouTube o documentário Bolsonaro e Adélio, Uma Fakeada no Coração do Brasil, que levanta a tese conspiratória de que o atentado contra Jair Bolsonaro seria uma armação com a intenção de favorecer sua candidatura a presidente. Um dia após o lançamento, a produção alcançou quase 500 mil visualizações e chegou a ocupar um dos Trending Topics do Twitter. O vídeo foi removido no dia 10 de agosto de 2022, pois de acordo com o YouTube, "Nossa política de discurso de ódio proíbe conteúdo que negue, banalize ou minimize eventos históricos violentos, incluindo o esfaqueamento de Jair Bolsonaro".
Em janeiro de 2022, durante o lançamento da pré-candidatura de Ciro Gomes para a eleição presidencial no Brasil em 2022, o pré-candidato, em resposta ao diretor editorial do Brasil 247 Luís Costa Pinto, acusou o veículo de ser um "panfleto" a favor de Lula, e afirmou que o site era financiado com "dinheiro sujo". O portal rebateu as acusações.
Em março de 2022, o Brasil 247 foi incluído na lista de fontes não confiáveis da enciclopédia livre Wikipédia. A decisão comunitária foi criticada pelo site, que diz ter sido baseada na opinião política de um administrador. O portal chegou a lançar uma série de notícias, acusando editores e administradores da Wikipédia lusófona sob a expressão "O caso Wikipédia". A Associação Brasileira de Imprensa condenou a medida da Wikipédia, classificando-a como um ataque à mídia independente no Brasil.

## Entrevista do presidente Lula ao portal Brasil 247
Em 21 de março de 2023, o presidente da República, Luiz Inácio Lula da Silva, concedeu entrevista aos jornalistas Leonardo Attuch, Tereza Cruvinel, Helena Chagas e Luís Costa Pinto.

## Prêmios e Reconhecimentos
- Prêmio iBest 2023: Em 2023, o Brasil 247 foi o vencedor do prêmio iBest 2023, como melhor canal de política do Brasil, no voto popular.[20]
- Prêmio iBest 2024: Em 2024, o Brasil 247 foi novamente vencedor do Prêmio iBest na categoria "Canal de Política", recebendo o Prêmio Popular pelo segundo ano consecutivo.[21]
- Prêmio Destaque Econômico do Ano 2024: No mesmo ano, o Conselho Federal de Economia (Cofecon) concedeu ao Brasil 247 o Prêmio Destaque Econômico na modalidade Mídia, reconhecendo o veículo como "uma importante voz do jornalismo brasileiro" comprometido com o desenvolvimento nacional.[22]
- Homenagens Legislativas: Em 2024, o Brasil 247 recebeu uma sessão solene na Câmara Legislativa do Distrito Federal em homenagem ao seu 13º aniversário, destacando sua atuação na defesa da democracia e da comunicação independente.[23]
- Google News Initiative: Em 2024, o Brasil 247 participou do projeto e apresentou uma solução inovadora para implantar uma redação 100% remota, com maior agilidade nos processos de trabalho do site Brasil 247 e do canal TV 247 no Youtube. Brasil 247 innovates with the Digital Newsroom

## Sessão solene na Câmara Legislativa
Em 26 de março de 2024, sob o tema "Democracia e Comunicação", a Câmara Legislativa do Distrito Federal homenageou em sessão solene o 13º aniversário da Editora, Portal e TV Brasil 247. O evento foi organizado pelo deputado Gabriel Magno (PT) e foi transmitido pelo canal 9.3 da TV Câmara Distrital e pelo YouTube. Segundo o parlamentar, o Brasil 247 se firmou como uma das principais empresas de mídia independente do país. O deputado Gabriel Magno destacou que a influência midiática do 247 tem impactado a sociedade promovendo justiça social, igualdade e relações de poder equitativas, além de defender a democracia e o direito ao voto. Os convidados para o evento incluíram o ministro da secretaria de Comunicação Social da Presidência da República, Paulo Pimenta; a deputada federal Gleisi Hoffmann (PT-PR); o senador Renan Calheiros (MDB-AL); e o ministro da Justiça e Segurança Pública, Ricardo Lewandowski.

## Entrevista com Dilma Rousseff
Em março de 2025, a Dilma Rousseff, presidenta do Novo Banco de Desenvolvimento, concedeu entrevista ao jornalista Leonardo Attuch.

## Brasil 247 eGlobal Times
Em 12 de agosto de 2025, os veículos brasileiro e chinês anunciaram parceria para intercâmbio editorial com seções dedicadas em suas respectivas plataformas. A iniciativa reforça a cooperação midiática entre nações do Sul Global.

## Anulação dos processos
O jornalista e fundador do Brasil 247 Leonardo Attuch foi acusado de envolvimento na Operação Custo Brasil, um desdobramento da Lava Jato, porém o processo foi trancado em julho de 2025, pelo juiz Nilson Martins Lopes Júnior, da 6ª Vara Criminal Federal de São Paulo, devido a irregularidades processuais significativas, segundo informações do Portal Consultor Jurídico.

## Citação na Operação Lava Jato
Em 2015, no âmbito da Operação Lava Jato, o lobista Milton Pascowitch declarou, em delação premiada, que sua empresa, a Jamp Engenheiros, teria repassado 180 mil reais à Editora 247 Ltda., a pedido de João Vaccari Neto, ex-tesoureiro do PT. Segundo o lobista, a operação foi feita com base em contrato de prestação de serviços estabelecido entre a Jamp e a Consist Software. Esta, por sua vez, teria acertado contratos com o site Brasil 247. Pascowitch afirmou não ter sido prestado nenhum serviço pela Consist que justificasse o pagamento, feito em quatro parcelas. Em nota à imprensa, o Brasil 247 rebateu as afirmações do delator, afirmando que foi contratada pela Jamp para a produção de conteúdo sobre o setor de engenharia e que os serviços foram efetivamente prestados, tendo sido emitidas as respectivas notas fiscais e recolhidos os impostos devidos.

## Cobertura da pandemia de COVID-19
Segundo o estudo Political Communication in the Time of Coronavirus, do cientista político Peter Van Aelst, e do especialista em comunicação pública Jay G. Blumler, a cobertura da pandemia de COVID-19 pelo Brasil 247 revela dois objetivos principais e interligados: criar uma crítica à forma como Bolsonaro geriu a pandemia, como parte de cortes de financiamento estruturais mais alargados sobre a as instituições de saúde pública; e fornecer uma contra-narrativa robusta à demonização de outras nações, em particular a China, levada a cabo por Bolsonaro. A aspiração do Brasil 247 em se tornar um site noticioso progressista de âmbito nacional e conteúdo exaustivo, e a sua relação conturbada com a direita brasileira, explicam a dupla abordagem do site nesta cobertura, atacando a direita ao mesmo tempo que providencia copiosa informação no esforço nacional para combater o vírus.
Das 205 matérias analisadas no estudo, 40% eram ou críticas a Bolsonaro, ou à resposta federal à pandemia. Embora o site espelhasse o jornal O Globo e outra imprensa dominante na cobertura dos próprios ataques de COVID-19 de Bolsonaro, as matérias do Brasil 247 muitas vezes tenderam a estar mais focadas nos efeitos nocivos deste comportamento na capacidade de resposta do governo. A segunda tendência principal na cobertura da pandemia pelo Brasil 247 – 40 matérias, ou 19% da cobertura total sobre a pandemia – é uma tentativa para preencher uma falta de informação percepcionada no conhecimento público, respeitante à relação entre o surto no Brasil e noutras nações.
Através desta cobertura, o Brasil 247 reescreveu a narrativa da pandemia, destacando os erros e deslizes de Bolsonaro no contexto mais alargado dos cortes neoliberais na saúde pública, e na retórica anticientífica, ao mesmo tempo que criava um cenário mais cosmopolita e complexo da crise pandêmica e da resposta coletiva global.

## Atentado contra Jair Bolsonaro
No dia 12 de setembro de 2021, o Brasil 247 postou em seu canal do YouTube um documentário de autoria do repórter investigativo Joaquim de Carvalho intitulado Bolsonaro e Adélio – Uma Fakeada no Coração do Brasil. O documentário argumenta que o candidato à presidência Jair Bolsonaro teria forjado o próprio atentado para evitar os debates presidenciais antes do segundo turno durante as eleições de 2018. O documentário origina do pressuposto de que a Polícia Federal não teria investigado de que forma o atentado poderia ter sido forjado. O filme foi analisado e classificado como uma teoria da conspiração por jornais como Folha de S.Paulo, Gazeta do Povo, CartaCapital e do Observatório da Imprensa, e contradiz os pareceres da Polícia Federal.
O vídeo foi derrubado da plataforma YouTube em 10 de agosto de 2022. O YouTube alega que sua política de discurso de ódio não permitia negação, banalização ou minimização de eventos históricos, incluindo a facada contra Jair Bolsonaro. O Partido da Causa Operária repudiou o ato, o classificando como censura.

## Corpo editorial
O site apresenta os seguintes membros em seu conselho editorial:
- Celso Antônio Bandeira de Mello
- Celso Amorim
- Carol Proner
- Marco Aurélio de Carvalho
- Márcia Tiburi
- Aloizio Mercadante
- Luiz Carlos Bresser Pereira
- Florestan Fernandes Júnior
- Jessé Souza
- Vilma Reis
- Felipe Coutinho
- Ferréz
- Gisele Federicce
- Mauro Lopes
- Paulo Moreira Leite
- Leonardo Attuch